# Prvenstvo Jugoslavije u nogometu 1930./31.
Sezona Državnog prvenstva 1930./31. bilo je deveta sezona nacionalnog nogometnog natjecanja u Kraljevini Jugoslaviji. Natjecateljski sustav bio je dvostruki ligaški sustav. Peto je prvenstvo koje se nije igralo po kup-sustavu. Pobijedio je beogradski BSK, a lanjski prvak, zagrebačka Concordia, zauzela je drugo mjesto. 
Najviše pogodaka je postigao Đorđe Vujadinović iz BSK s 12 postignutih pogodaka.
Lanjski doprvak Jugoslavija iz Beograda ispala je u prednatjecanju oslabljena jer su njeni najbolji igrači otišli u BSK, što objašnjava zašto je BSK nadmoćno pobijedio u ligi nakon što prije, te iste godine nije nešto posebno kvalitetno igrao.

## Novosti
Ove sezone, tj. 1931. godine, osnovana su 2 nova podsaveza u Nišu i Cetinju. Imajući to u vidu, JNS zasjedao je 6. travnja 1931. godine. Izglasan je novi sustav natjecanja na prijedlog Boška Simonovića (delegati glasali 229:138) prema kojem će se prvo igrati 3 lige po skupinama (Zagrebačka, Beogradska i Vojvođanska liga) te kasnije finalni turnir najboljih 6 momčadi iz cijele Kraljevine Jugoslavije gdje će I. skupina (Zagreb) dati 3 momčadi, II. skupina (Beograd) 2 momčadi, a III. 1 momčad. U natjecanje po skupinama plasirale su se sljedeće ekipe:
1. skupina (Zagrebačka liga)
- HAŠK (Zagreb), Concordia (Zagreb) i Građanski (Zagreb), prve tri momčadi Zagrebačkog podsaveza
- Ilirija (Ljubljana) i Primorje (Ljubljana), prve dvije ekipe ljubljanskog podsaveza
- Hajduk (Split), prvoplasirana momčad Splitskog podsaveza

2. skupina (Beogradska liga)
- BSK (Beograd) i Jugoslavija (Beograd), prve dvije ekipe Beogradskog podsaveza
- Slavija (Sarajevo) i SAŠK (Sarajevo), prva dva tima Sarajevskog podsaveza
- Jug (Skoplje), prvoplasirana ekipa skopskog podsaveza
- pobjednik dvoboja između trećeplasirane ekipe Beogradskog podsaveza i drugoplasirane ekipe Skopskog podsaveza: Soko (Beograd) – SSK (Skoplje)

3. grupa (Vojvođanska liga)
- Bačka (Subotica) i SAND (Subotica), prve dvije ekipe Subotičkog podsaveza
- Vojvodina (Novi Sad) i Mačva (Šabac), prva dva tima Novosadskog podsaveza
- Slavija (Osijek) i Građanski (Osijek), prve dvije momčadi Osječkog podsaveza
- Obilić (Veliki Bečkerek) i PSK (Pančevo), prve dvije ekipe Velikobečkerečkog podsaveza.

Nakon prednatjecanja po skupinama, na završnicu državnog prvenstva dvostrukim bodovnim sustavom plasirali su se: BSK (Beograd), Concordia (Zagreb), Građanski (Zagreb), Hajduk (Split), SAŠK (Sarajevo) i Mačva (Šabac).

## Sudionici
| Klub                                | Grad     | Stadion                       |
| ----------------------------------- | -------- | ----------------------------- |
| 1. hrvatski građanski športski klub | Zagreb   | Igralište Građanskog          |
| BSK                                 | Beograd  | Igralište BSK-a               |
| SK Mačva                            | Šabac    | Igralište Mačve               |
| JŠK Hajduk                          | Split    | Igralište Hajduka             |
| SAŠK                                | Sarajevo | Igralište na Kovačićima       |
| HŠK Concordia                       | Zagreb   | Igralište na Tratinskoj cesti |

## Ljestvica
| mj.     | klub             | ut. | pob. | ner. | por. | gol+ | gol- | kvoc  | bod |
| ------- | ---------------- | --- | ---- | ---- | ---- | ---- | ---- | ----- | --- |
| 1.      | BSK Beograd      | 10  | 10   | 0    | 0    | 32   | 6    | 5,333 | 20  |
| 2.      | Concordia Zagreb | 10  | 5    | 1    | 4    | 24   | 18   | 1,333 | 11  |
| 3.      | Građanski Zagreb | 10  | 4    | 2    | 4    | 10   | 10   | 1,000 | 10  |
| 4.      | Hajduk Split     | 10  | 3    | 3    | 4    | 13   | 16   | 0,812 | 9   |
| 5.      | SAŠK Sarajevo    | 10  | 4    | 0    | 6    | 18   | 28   | 0,642 | 8   |
| 6.      | Mačva Šabac      | 10  | 1    | 2    | 7    | 8    | 27   | 0,296 | 4   |
|         |                  |     |      |      |      |      |      |       |     |
| Izvori: |                  |     |      |      |      |      |      |       |     |

|  | BSK Beograd je prvak Jugoslavije |

## Rezultati
| Rezultatska križaljka | BSK | CON | GRA | HAJ | SAŠ | MAČ |
| --------------------- | --- | --- | --- | --- | --- | --- |
| BSK                   | BSK | 2:1 | 2:1 | 4:0 | 4:0 | 3:0 |
| Concordia             | 2:6 | CON | 1:0 | 4:0 | 5:2 | 5:2 |
| Građanski             | 1:2 | 2:1 | GRA | 1:1 | 1:0 | 1:0 |
| Hajduk                | 0:2 | 3:0 | 1:1 | HAJ | 3:1 | 3:0 |
| SAŠK                  | 0:4 | 1:5 | 1:2 | 2:1 | SAŠ | 7:1 |
| Mačva                 | 0:3 | 0:0 | 1:0 | 1:1 | 2:4 | MAČ |

| 1. kolo 6. rujna 1931.              |     |
| SAŠK Sarajevo – BSK Beograd         | 0:4 |
| Građanski Zagreb – Concordia Zagreb | 2:1 |
| Mačva Šabac – Hajduk Split          | 1:1 |

| 2. kolo 20. rujna 1931.          |     |
| BSK Beograd – Hajduk Split       | 4:0 |
| Concordia Zagreb – Mačva Šabac   | 5:2 |
| SAŠK Sarajevo – Građanski Zagreb | 0:1 |

| 3. kolo 27. rujna 1931.        |     |
| BSK Beograd – Concordia Zagreb | 2:1 |
| Građanski Zagreb – Mačva Šabac | 1:0 |
| Hajduk Split – SAŠK Sarajevo   | 3:1 |

| 4. kolo 11. listopada 1931.      |     |
| Mačva Šabac – BSK Beograd        | 0:3 |
| Građanski Zagreb – Hajduk Split  | 1:1 |
| SAŠK Sarajevo – Concordia Zagreb | 1:5 |

| 5. kolo 18. listopada 1931.     |     |
| Građanski Zagreb – BSK Beograd  | 1:2 |
| Mačva Šabac – SAŠK Sarajevo     | 2:4 |
| Hajduk Split – Concordia Zagreb | 3:0 |

| 6. kolo 1. studenoga 1931.          |     |
| BSK Beograd – SAŠK Sarajevo         | 4:0 |
| Hajduk Split – Mačva Šabac          | 3:0 |
| 15. studenoga 1931.                 |     |
| Concordia Zagreb – Građanski Zagreb | 1:0 |

| 7. kolo 22. studenoga 1931.      |     |
| Hajduk Split – BSK Beograd       | 0:2 |
| Mačva Šabac – Concordia Zagreb   | 0:0 |
| Građanski Zagreb – SAŠK Sarajevo | 2:1 |

| 8. kolo 15. studenoga 1931.    |     |
| SAŠK Sarajevo – Hajduk Split   | 2:1 |
| 29. studenoga 1931.            |     |
| Concordia Zagreb – BSK Beograd | 2:6 |
| Mačva Šabac – Građanski Zagreb | 1:0 |

| 9. kolo 6. prosinca 1931.        |     |
| BSK Beograd – Mačva Šabac        | 3:1 |
| Hajduk Split – Građanski Zagreb  | 1:1 |
| Concordia Zagreb – SAŠK Sarajevo | 5:2 |

| 10. kolo 13. prosinca 1931.     |     |
| BSK Beograd – Građanski Zagreb  | 2:1 |
| SAŠK Sarajevo – Mačva Šabac     | 7:1 |
| Concordia Zagreb – Hajduk Split | 4:0 |

## Prvaci
BSK (trener: Antal Nemes)
- Otmar Gazzari
- Predrag Radovanović
- Dragomir Tošić
- Milorad Arsenijević
- Đorđe Popović
- Miodrag Jovanović
- Ljubiša Đorđević
- Aleksandar Tirnanić
- Svetislav Glišović
- Blagoje Marjanović
- Nikola Marjanović
- Đorđe Vujadinović
- Dragoslav Virić
- Predrag Antić

## Statistika

### Ljestvica strijelaca
| Pl. | Ime                  | Klub               | Broj pogodaka |
| --- | -------------------- | ------------------ | ------------- |
| 1.  | Đorđe Vujadinović    | BSK (Beograd)      | 9             |
| 2.  | Blagoje Marjanović   | BSK (Beograd)      | 8             |
| 3.  | Vladimir Lolić       | Concordia (Zagreb) | 7             |
| 4.  | Aleksandar Tirnanić  | BSK (Beograd)      | 6             |
| 4.  | Alojz Klemens        | SAŠK (Sarajevo)    | 6             |
| 4.  | Miroslav Kokotović   | Građanski (Zagreb) | 6             |
| 7.  | Dragoslav Virić      | BSK (Beograd)      | 4             |
| 7.  | Aleksandar Živković  | Concordia (Zagreb) | 4             |
| 7.  | Leo Lemešić          | Hajduk (Split)     | 4             |
| 7.  | Filip Tomičić        | SAŠK (Sarajevo)    | 4             |
| 11. | Nikola Marjanović    | BSK (Beograd)      | 3             |
| 11. | Božidar Ralić        | Concordia (Zagreb) | 3             |
| 11. | Zvonko Jazbec        | Concordia (Zagreb) | 3             |
| 11. | Svetislav Valjarević | Concordia (Zagreb) | 3             |
| 11. | Ljubo Benčić         | Hajduk (Split)     | 3             |
| 11. | Vladimir Kragić      | Hajduk (Split)     | 3             |
| 11. | Viktor Götz          | SAŠK (Sarajevo)    | 3             |
| 11. | Silvester Ivanović   | SAŠK (Sarajevo)    | 3             |

### Klubovi
Pojašnjenje: Ime i prezime igrača (broj nastupa u sezoni/broj golova u sezoni). Igrači su poredani prema poziciji u momčadi od golmana do napadača, a potom i po broju nastupa.
- BSK (Beograd)

Trener: Adolf Engel (Austrija)

Otmar Gazzari 10/0, Dragomir Tošić 10/0, Predrag Radovanović 10/0, Dimitrije Popović 3/0, Ljubiša Đorđević 10/0, Miodrag Jovanović 10/0, Milorad Arsenijević 7/1, Nikola Marjanović 10/3, Blagoje Marjanović 10/8, Đorđe Vujadinović 10/9, Aleksandar Tirnanić 9/6, Dragoslav Virić 8/4, Predrag Antić 2/1, Svetislav Glišović 1/0
- Concordia (Zagreb)

Trener: Erwin Puschner (Austrija)

Sergije Demić 8/0, Dragutin Podhraški 2/0, Stjepan Pavičić 10/0, Božidar Ralić 10/3, Predrag Brozović 8/0, Danijel Premerl 5/0, Svetislav Valjarević 10/3, Egidije Martinović 10/2, Borislav Praunsperger 10/1, Vladimir Lolić 10/7, Pavao Löw 9/0, Dragutin Babić 7/0, Radovan Pavelić 4/0, Zvonimir Jazbec 4/3, Aleksandar Živković 3/4
- Građanski (Zagreb)

Trener: Robert Haftl (Austrija)

Dragutin Bratulić 5/0, Maksimilijan Mihelčič 4/0, Ivica Petrović 1/0, Bernard Hügl 10/0, Marko Rajković 10/0, August Bivec 8/0, Oskar Widrich 10/0, Zvonimir Gajer 8/1, Viktor Mihaljević 3/0, Mato Mekić 2/0, Hermenegildo Krajnc 2/0, Vladimir Babić 2/0, Zvonimir Stanković 10/2, Miroslav Kokotović 9/6, Nikola Duković 8/0, Franjo Staroveški 4/0, Anton Gumhalter 4/0, Branimir Vidović 4/1, Franjo Koprivnjak 2/0, Josip Urbanke 1/0, Emanuel Perška 1/0, Marko Kramarić 1/0, Dragutin Zornberg 1/0
- Hajduk (Split)

Trener: Luka Kaliterna

Bartul Čulić 9/0, Mihovil Krstulović 1/0, Šime Milutin 10/0, Jozo Matošić 9/0, Anđelko Marušić 10/0, Miroslav Dešković 9/1, Ivan Radovniković 5/0, Dušan Stipanović Guzina 2/1, Marko Mikačić 2/0, Veljko Poduje 1/0, Vladimir Kragić 10/3, Ljubomir Benčić 10/3, Leo Lemešić 8/4, Antun Bonačić 7/1, Berislav Žulj 6/0, Zlatko Ferić 5/0, Niko Bavčević 2/0, Branko Bakotić 2/0, Ante Bakotić 2/0
- SAŠK (Sarajevo)

Trener: Nedžad Sulejmanpašić & Viktor Götz (Austrija)

Vjekoslav Giljanović 9/0, Ludvig Kebat 1/0, Ivan Pidin 10/0, Stjepan Bevanda 9/0, Viktor Götz 10/3, Silvester Ivanović 9/3, Stjepan Bravadžić 6/0, Herland Gmaz 3/0, Anton Paškvan 1/0, Antun Pogačnik 1/0, Alojz Klemens 9/6, Dragutin Sieber 8/1, August Pogačnik 8/0, Filip Tomičić 7/4, Karl Hamerer 5/1, Ferdinand Götz 4/0, Karl Zwillinger 4/0, Josip Baldasar 3/0, Armin Ler 2/0, Petar Raguz 1/0
- Mačva (Šabac)

Trener: Otto Fischer (Austrija)

Milorad Ilić 9/0, Milivoje Đorđević 1/0, Jovan Cvetković 10/0, Radomir Vojislavljević 7/0, Andreja Kojić 9/0, Jovan Vračarić 9/0, Momčilo Jovanović 8/0, Nikola Karadžić 3/0, Dragomir Suvajdžić 3/0, Đorđe Pantazijević 2/0, Mirko Kesić 1/0, Đorđe Jovanović 10/1, Vid Božović 8/1, Mihailo Stanojčić 8/2, Milan Jovanović 7/1, Branislav Sinđelić 6/1, Dimitrije Saldžijević 4/2, Radovan Gavrić 2/0, Branislav Janković 2/0, Ljubiša Damnjanović 1/0

## Vanjske poveznice
- RSSSF: Yugoslavia List of Topscorers
- RSSSF: Yugoslavia List of Final Tables
- RSSSF: sezona 1930./31.
- exyufudbal: Državno prvenstvo 1931.
- exyufudbal: Kvalifikacije za nacionalnu ligu i podsavezna prvenstva: 1930./31.
- fsgzrenjanin: SISTEM TAKMIČENJA U KRALJEVINI JUGOSLAVIJI
- claudionicoletti: KINGDOM OF YUGOSLAVIA 1931-1940
- (srpski) Milorad Sijić, Fudbal u Kraljevini Jugoslavije, 2009., Kruševac, str. 72, 73  Arhivirana inačica izvorne stranice od 12. svibnja 2012. (Wayback Machine)
- HNK Hajduk: Arhivski pregled službenih utakmica iz sezone 1931.